# Philip Bond
Philip J. Bond (nacido el 11 de julio de 1966 en Lancashire) es un historietista británico, que se consolidó en el medio a finales de los años 80 por su trabajo para la revista Deadline, y que más tarde ha colaborado junto a varios guionistas británicos en diversos títulos de la línea Vertigo, publicada por DC Comics.

## Biografía

### Juventud, inicios yDeadline
Philip Bond nació en Lancashire, Inglaterra, en 1966, hijo de un predicador. Su primer trabajo para el cómic llegó por ser "activo en la escena del cómic alternativo británico de 1987". El mismo escribe en su página web personal que, en 1988:
"Estaba sentado en el suelo del apartamento de una sola habitación que compartían Jamie Hewlett y Alan Martin pegando el primer número de nuestra revista auto publicada ATOMTAN."
Atomtan, el primer trabajo de Bond, era un fanzine autopublicado creado junto a los creadores de Tank Girl, Alan Martin y Jamie Hewlett, junto a Luke Whitney y Jane Oliver. El talento de Bond para la anatomía cómica y exagerada le llevó rápidamente a obtener trabajo profesional, fundamentalmente para la ahora difunta revista Deadline, en tiras como Wired World.
Esto a su vez llevó a su inclusión en la antología, publicada por Atomeka Press, A1. Bond contribuyó para los números 2 (con Hewlett) y 3 (en una historia escrita e ilustrada por Bond, llamada "Endless Summer").

### 2000 ADyVertigo
En 1990, ilustró (y cocreó) la serie de comedia, escrita por Garth Ennis, Time Flies para la revista 2000 AD. En 1995, Bond se vio envuelto en la expectación que rodeó al estreno de la película de Tank Girl, ilustrando varias tiras de Tank Girl para varias publicaciones. Con Tank Girl y las reediciones de Deadline para el mercado estadounidense aumentando su popularidad, y con la línea Vertigo, de DC Comics, reclutando talento británico, las habilidades de Bond fueron pronto contratadas por el cómic norteamericano. Bond entintó un número de La Patrulla Condenada, de Grant Morrison (antes de su publicación por Vertigo) para codibujar (junto a Glyn Dillon y Chris Bachalo) dos números de Shade, el Hombre Cambiante, y después dibujar y entintar él mismo un número (el número 48, de junio de 1994). En 1995, Vertigo publicó varios especiales bajo el nombre colectivo Vertigo Voices, escritos por los guionistas más populares de la línea. Bond dibujó (con tintas adicionales de D'Israeli) la historia Mata a tu novio, escrita por Grant Morrison.
Entre noviembre de 1995 y enero de 1996, Bond entintó la etapa de Alan Grant en Tank Girl, Tank Girl: Apocalypse (publicada por Vertigo) y trabajó en varios números de la serie de Grant Morrison Los Invisibles entre 1999 y 2000. En 2000, dibujó la miniserie, escrita por Jaime Delano, Hellblazer: Mala Sangre, así como las portadas de la serie de Ed Brubaker y Warren Pleece Deadenders (2000–01). Dibujó varias miniseries y números aislados de varias series durante los primeros años 2000, como la miniserie de Morrison Vimanarama (2005). Bond dice que originalmente iba a trabajar en We3, pero Morrison con quien Bond t"ene aun entendimiento porque n ambos nos gusta lo que hace el otro") "tenía esta otra idea en la que creía que yo podía salirme", lo que llevó a que Bond ilustrase Vimanarama. Frank Quitely acabó dibujando We3.

### Otro trabajo
Durante su carrera, Bond también ha dibujado tiras de prensa para varios grupos musicales, como Smashing Pumpkins y Sum 41, así como camisetas para bandas como Cud.
Más recientemente, Bond se ha centrado en su labor como portadista. Ha realizado todas las portadas (hasta la fecha) de la serie de Simon Oliver y Tony Moore The Exterminators, así como la portada de la última miniserie de American Splendor, de Harvey Pekar (todas ellas para Vertigo).
Bond también ha trabajado para otra línea publicada por DC Comics, Wildstorm, en la serie Red Herring junto a David Tischman.

### Vida personal
Alrededor de 1999/2000, Bond "empezó una relación y más tarde se casó con Shelly Roeberg, que es ahora Shelly Bond." Roeberg, editor clave de la línea Vertigo, "había estado viniendo al Reino Unido porque era el enlace británico de Vertigo" después de Karen Berger. Ateniendo convenciones británicas, "cuando vino en 1999 [ella y Bond] realmente congeniaron." Bond pronto se mudó a Nueva York, y en 2004 ambos tuvieron un hijo, Spencer.
Bond vive con su mujer e hijo en Nueva Jersey.